# Jaroslav Křička
Jaroslav Křička (Kelč, 27 d'agost de 1882 – Praga, 23 de gener de 1969) va ser un compositor i director d'orquestra txec.
Va ser professor a la seva ciutat natal, i va tenir entre altres alumnes els txecs Jaromír Weinberger, Emil Hlobil, Julius Kalaš, Karel Hába, Jan Zdeněk Bartoš, i František Bartoš al serbi Jovan Bandur i, al polonès Jan Kapr. El 1936 va guanyar una medalla de bronze a les Jocs Olímpics d'estiu per la seva Suite de Muntanya.

## Filmografia
- Cançó de primavera (1944)